# Качиоппо, Джон
Качиоппо, Джон Т. (англ. John T. Cacioppo; 12 июня 1951, Маршалл, Техас, США — 5 марта 2018) — американский психолог, внесший существенный вклад в развитие современной социальной психологии. Наряду с Гэри Бернтсоном считается создателем социальной нейронауки. Заслуженный профессор Тиффани и Маргарет Блейк факультета психологии Чикагского университета.

## Биография
Степень бакалавра в экономике получил в 1973 году в Университете Миссури. В Университете штата Огайо получил степень магистра в 1975 году, а в 1977 году — степень доктора по психологии. В 1977—1979 годах работает помощником профессора в Университете Нотр-Дам. В 1979—1989 годах работает в Университете Айовы, в том числе с 1985 года на должности профессора. С 1989 по 1999 годы Качиоппо — профессор кафедры психологии Университета штата Огайо. В 1999 году переходит на работу в Чикагский университет и получает должность заслуженного профессора Тиффани и Маргарет Блейк факультета психологии.
Со второй половины 1970-х годах совместно с Ричардом Петти разрабатывает Модель вероятности сознательной обработки информации применительно к установкам и убеждению. Начинает исследования в области когнитивной мотивации. Кроме того, Качиоппо и Петти в это время изучают социальные и биологические влияния на психику и поведение. На рубеже 1980-1990-х годов Качиоппо начинает сотрудничество с Гэри Бернтсоном в новейшей области исследований — социальной нейропсихологии, а впоследствии — и социальной нейронауке. Используя процедуры картирования головного мозга, мониторинга вегетативной нервной системы, нейроэндокринных процессов, иммунной системы, Качиоппо и Бернтсон обнаруживают существенные взаимосвязи биологических факторов с социальными.

## Вклад

### Модель вероятности сознательной обработки информации
Модель вероятности тщательной проработки стала одной из наиболее влиятельных с современной психологии социальных установок. Она описывает пути формирования и изменения социальных установок. Центральным элементом модели является «континуум проработки» информации индивидом, распространяющийся от низкой проработки до высокой проработки. В соответствии с полюсами этого континуума модель различает два «пути» убеждения: центральный и периферийный.
Центральный путь предполагает приложение существенных когнитивных усилий, тщательное изучение убеждающего сообщения (например, публичная речь, рекламное сообщение). Целью индивида здесь является установление существенных достоинств предъявляемых аргументов. В случае, если индивид применяет центральный путь, величина и направление установки и её изменения обусловлены преимущественно когнитивными реакциями самого индивида. Эффективное применение центрального пути связано с достаточными когнитивными и мотивационными ресурсами индивида (то есть «могу и хочу внимательно и детально изучить данное предложение»).
Периферийный путь, напротив, не предполагает детального изучения сообщения и содержащихся в нём аргументов. В данном случае индивид преимущественно полагается на средовые характеристики сообщения, такие как воспринимаемая надежность источника и правдоподобие его аргументов, способы презентации аргументов, привлекательность источника, броскость лозунга (слогана). Применение периферийного пути также связано со статусом когнитивных и мотивационных ресурсов индивида (то есть «не могу или не хочу внимательно и детально изучать данное предложение»).
Таким образом, предсказание эффективности убеждающего сообщения может зависеть от когнитивных и мотивационных ресурсов индивида. Зная последние, источник убеждающего сообщения может выбирать тактику убеждения.

### Социальная нейронаука
Социальная нейронаука является междисциплинарным направлением исследований, обращенным к тому, как социальные процессы могут влиять на нейрологию человека.
В соавторстве с Гэри Бернтсоном Качиоппо продолжает изучать биологические механизмы социального восприятия, межличностных процессов, познания, эмоций, поведения.
В соавторстве с Вильямом Патриком Качиоппо в 2004 году начинает изучение физиологических эффектов субъективного ощущения социальной изоляции (одиночества).

## Признание
- Заслуженный профессор Тиффани и Маргарет Блейк факультета психологии Чикагского университета (с 1999);
- Директор Центра когнитивной и социальной нейропсихологии Чикагского университета (с 2004);
- Директор программы социальной психологии Чикагского университета (1999—2005, с 2007);
- Директор Института души и биологии при Чикагском университете (1999—2004);
- Приглашенный член факультета психологии Йельского университета (1986);
- Приглашенный профессор факультета психологии Гавайского университета (1990);
- Приглашенный профессор факультета психологии Чикагского университета (1998);
- Приглашенный профессор социальной нейропсихологии Амстердамского свободного университета (2003—2007);
- Приглашенный профессор факультета психологии Стэнфордского университета (2008);
- Адъюнкт-профессор Государственной лаборатории когнитивной нейронауки и обучения Пекинского нормального университета (с 2008);
- Заслуженный член ПсиХи (2006);
- Почетный доктор наук, Бард колледж (2004);
- Премия Патрисии Бархас, Американское психосоматическое общество (2004);
- «Частоцитируемые исследователи» в психиатрии/психологии по версии Института научной информации (с 2003);
- Член Американской академии искусств и наук (2003);

- Премия за значительный научный вклад Американской психологической ассоциации (2002);
- Премия Кэмпбелла Общества психологии личности и социальной психологии (2000);
- Премия значительному исследователю Университета штата Огайо (1996);
- Премия Национальной академии наук США (1989);
- Премия Фелпса, Мичиганский университет (1988);
- Премия раннего карьерного прорыва в психофизиологии, Общество психофизиологических исследований (1981);

Джон Качиоппо — действительный член различных научных ассоциаций, обладатель более 30 исследовательских грантов начиная с 1979. Редактор серии книг «Social Neuroscience», журнала «Psychophysiology» (c 1995 по 1998), заместитель редактора журналов «Social Neuroscience» (c 2006), «Perspectives in Psychological Science» (2006—2007), «Psychological Review» (1990—1994), «Psychophysiology» (1984—1994), член редакционной коллегии «The Open Psychology Journal» (c 2007), «International Journal of Clinical and Health Psychology» (c 2006), «Social, Cognitive, and Affective Neuroscience» (c 2006), «Basic and Applied Social Psychology» (c 2005), «Canadian Psychology» (c 2002), «BioMed Central» (c 2002), "Journal of Personality and Social Psychology: Attitudes and Social Cognition (1985—1990, с 1994), «Journal of Applied Social Psychology» (c 1983), «Behavioral and Social Psychology Review» (1995—2006), «Journal of Consumer Psychology» (1991—1994), «Review of Personality and Social Psychology» (1991—1992), «International Journal of Psychophysiology» (1989—1994), «Psychological Review» (1988—1990), «Current Issues and Research in Advertising» (1985—1990), «International Journal of Psychosomatics» (1984—1987), «Psychology & Marketing» (1983—1985), «Personality and Social Psychology Bulletin» (1982—1984), «Journal of Consumer Research» (1981—1987), серии книг «The Social Psychologist’s Toolkit».

## Публикации
- Cacioppo, J. T., & Berntson, G. G. Social neuroscience. — New York: Psychology Press, 2005.
- Cacioppo, J. T., & Patrick, W. Loneliness: Human nature and the need for social connection. — New York: W. W. Norton & Company, 2008.
- Cacioppo, J. T., Tassinary, L. G., & Berntson, G. G. Handbook of psychophysiology, 3rd edition. — New York: Cambridge University Press, 2007.
- Petty, R. E., & Cacioppo, J. T. Attitudes and persuasion: Classic and contemporary approaches. — Dubuque, Iowa: Wm. C. Brown, 1981.
- Petty, R. E., & Cacioppo, J. T. Communication and persuasion: Central and peripheral routes to attitude change. — New York: Springer-Verlag, 1986.